# GNU Classpath
GNU Classpath представляет собой проект, направленный на создание свободной реализации стандартной библиотеки классов для языка программирования Java. Несмотря на большой размер библиотеки, большая часть задачи уже выполнена, включая Swing, CORBA, и другие основные элементы. Разработчики Classpath реализовали почти все классы J2SE 1.4 и 5.0. Таким образом, Classpath можно использовать для запуска популярных Java-программ, таких, как Vuze и Eclipse.
GNU Classpath является одним из самых приоритетных направлений проекта GNU. Хотя исходный код «официальной» реализации от Sun Microsystems доступен, лицензия не допускает распространения каких-либо изменений. Это было серьёзным препятствием для многих инновационных проектов, которые не могли развиваться, не изменяя этот код. Сообщество разработчиков GNU Classpath включает в себя учреждения, ориентированные на исследования в области виртуальных машин Java, а также компании, заинтересованные в предоставлении альтернативных сред выполнения Java.
GNU Classpath входит в состав Free Software Foundation. Первоначально он был разработан параллельно с libgcj из-за несовместимости лицензий, но позднее проекты были объединены.

## Лицензия
GNU Classpath выпускается под лицензией GNU General Public License с linking exception. Это лицензия на свободное ПО. Весь код формально принадлежит Free Software Foundation, и этот владелец обязан соблюдать свои договорные обязательства перед разработчиками.

## Применения
GNU Classpath используется многими свободными средами выполнения Java (такими, как Kaffe, SableVM, JamVM, CACAO, Jikes RVM), потому что каждая полнофункциональная виртуальная машина Java должна обеспечить реализацию стандартных библиотек классов.
Другие области применения включают:
- GNU компилятор для Java, способный компилировать Java-код в родные самостоятельные приложения.
- GCJAppletViewer для запуска Java апплетов из командной строки, если они не поддерживаются используемым браузером.
- Проект IcedTea использует GNU Classpath как замену отсутствующей Java Class Library, остающейся проприетарной/закрытой в OpenJDK.
- IKVM.NET, интегрирующий Java с .NET Framework
- JNode, операционная система для запуска Java-приложений. Эта система написана только на языке Java и языке ассемблера.
- Специализированные виртуальные машины, такие, как Jaos, для интеграции с языком программирования Oberon и JamaicaVM для встраиваемых систем реального времени.
- Виртуальные машины для распределенных вычислений в кластерах, имеющих до 128 процессоров на Myrinet ().

## История
Разработка GNU Classpath началась в 1998 году с 5 разработчиками. За всю свою историю он несколько раз объединялся с другими проектами, имеющими сходные цели (Kaffe, libgcj). В прошлом GNU Classpath поставлял свою собственную виртуальную машину (Japhar). Когда Classpath стал базовой библиотекой, использующейся совместно во многих проектах, виртуальной машине уделялось всё меньше и меньше внимания, и в настоящее время она не поддерживается.
После реализации большинства официальных Java 1.4 API работа в рамках проекта стала больше ориентированной на поиск и устранение ошибок, чем на охват API. В октябре, 24, 2006 была завершена реализация последнего отсутствующего Java 1.4 класса, HTMLWriter. Скорость разработки (вычисляется математически как среднее число новых строк кода в день) достигла рекордного уровня в 2006 году.
Название GNU Classpath было предложено Брэдли М. Куном одному из первых разработчиков, Полу Фишеру. В то время была глубокая озабоченность в сообществе свободных реализаций Java о применении торговой марки Sun на Java против свободных реализаций. Кун предложил название $CLASSPATH, являющееся environment variable, используемой большинством Java-систем для указания расположения на компьютере Java-библиотек. Так как $CLASSPATH часто раскрывается в путь, включающий слово java (напр., /usr/lib/java), это был способ назвать Java без называния. Фишеру и другим разработчикам не понравилось неприглядное использование $ и всех букв в верхнем регистре, поэтому остановились на Classpath.

## Команда разработчиков
Команда проекта состоит из около 70 разработчиков (из них в настоящее время активны только 20) и одного активного сопровождающего (мейнтейнера). Сопровождающий берет на себя юридическую сторону проекта, готовит очередные релизы проекта и управляет качеством. Сопровождающий также предоставляет доступ к CVS.
В отличие от некоторых проектов, у GNU Classpath отсутствует строгая иерархия. Работа выполняется наиболее технически способными, и отсутствует строгое разделение работы. Все изменения кода сначала отправляются в виде патчей в список обсуждения, где они могут быть при необходимости отклонены. Проект получает от пяти до восьми патчей в сутки.
Проект имеет свой собственный инструмент тестирования (Mauve), содержащий около 175000 тестов, и осуществляет ежедневную проверку, чтобы убедиться, что классы проекта совместимы с классами официального Sun API.
Прогресс покрытия кода библиотеки GNU Classpath можно отслеживать с J2SE 1.4 и Java SE 5.0.

## Интеграция с виртуальной машиной
GNU Classpath содержит классы из официального пространства имён Java API. Там, где нужны или очень желательны вызовы машинного кода, это делается из малого количества специально для этого построенных «VM»-классов (VM — виртуальная машина). Название такого класса совпадает с именем класса, требуемого нативного метода плюс дополнительный префикс VM: VMObject, VMString и так далее. Классы VM хранятся отдельно от остальной части кода, имеют атрибуты package private или final. Методы этих классов содержат ключевое слово native, указывающее на необходимость поддерживающей библиотеки. Такие библиотеки предоставляется авторами виртуальной машины Java. Поэтому GNU Classpath может быть подключен к практически любой виртуальной машине Java, если исходный код такой машины доступен и может быть изменён.

## Поддержка новых возможностей языка в 1.5
До версии 0,95 каждый релиз GNU Classpath состоял из двух отдельных архивов: одного, представляющего состояние главной ветки разработки, и другого, содержащего более экспериментальную ветку, поддерживающую дополнения, такие, как generics, перечисления и аннотации, присутствующие в Java 1.5.
Начиная с версии 0.95, дополнения Java 1.5, такие, как generics, были полностью интегрированы в главную ветку. Ветка позволяет GCJ использовать компилятор Eclipse, ecj, чтобы скомпилировать исходный код Java 1.5 в байт-код, который затем преобразовывается в машинный код с помощью GCJ.

## Взаимодействие со свободным компилятором Sun
Начиная с версии 0,95 GNU Classpath поддерживает компиляцию и запуск свободного GPL javac компилятора с использованием Classpath runtime (GIJ) и компилятора (GCJ), а также позволяет компилировать библиотеку классов GNU Classpath, инструменты и примеры самим javac.

## Классы из домена omg.org
GNU Classpath не принимает код под несвободной лицензией или автоматически сгенерированный из кода под несвободной лицензией. Стандартный Java API содержит множество классов из домена omg.org, обычно генерирующиеся из IDL-файлов, выпущенных Object Management Group. Лицензия, которая позволяет только использовать, но не изменять эти файлы, считается несвободной. Именно по этой причине упомянутые классы в проекте GNU Classpath были заново переписаны на основе только официальных печатных спецификаций OMG. Следовательно, эта часть GNU Classpath так же свободна, как и любой другой код в проекте.